# Brian Culbertson
Brian Culbertson (* 12. ledna 1973, Decatur) je americký hudebník. Narodil se do hudební rodiny a na klavír začal hrát ve věku osmi let; v pozdějších letech hrál také na různé další nástroje. Studoval na DePaul University v Chicagu a své první album nazvané Long Night Out vydal již v roce 1994. Během své kariéry spolupracoval s mnoha dalšími hudebníky, mezi které patří například Steve Reid, Tim Cunningham nebo Richard Elliot

## Diskografie
- Long Night Out (1994)
- Modern Life (1995)
- After Hours (1996)
- Secrets (1997)
- Somethin' Bout Love (1999)
- Nice & Slow (2001)
- Come On Up (2003)
- It's on Tonight (2005)
- A Soulful Christmas (2006)
- Bringing Back the Funk (2008)
- Live from the Inside (2009)
- XII (2010)
- Dreams (2012)
- Another Long Night Out (2014)
- Funk (2016)
- Colors Of Love (2018)